# Большой Городец (Усвятский район)
Большой Городец — деревня в Усвятском районе Псковской области России. Входит (с 2015 года) в состав сельского поселения «Усвятская волость».

## География
Находится на юге региона, в северо-западной части района, в лесной местности, в 16 км от райцентра Усвяты и в 7 км от бывшего волостного центра Стеревнево.
Уличная сеть не развита.

## История
В соответствии с Законом Псковской области от 28 февраля 2005 года № 420-ОЗ деревня Большой Городец вошла в состав образованного муниципального образования Калошинская волость.
В её состав входила до 30 апреля 2015 года.
Согласно Областному Закону № 1508-ОЗ от 30.03.2015 г. Калошинская волость была упразднена, и все деревни волости, в том числе Большой Городец, включены в состав Усвятской волости.

## Население
| 2001 | 2002 | 2010 |
| ---- | ---- | ---- |
| 12   | ↘8   | ↘6   |

## Инфраструктура
Личное подсобное хозяйство.

## Транспорт
Автодорога регионального значения 58К-586 «Узкое — Большой Городец — Мельны».